# Irving Janis
Irving Lester Janis (* 26. Mai 1918 in Buffalo, New York; † 15. November 1990 in Santa Rosa, Kalifornien) war ein US-amerikanischer Sozialpsychologe und Hochschullehrer, der zuletzt an der University of California, Berkeley lehrte.

## Leben
Er studierte an der University of Chicago und erhielt hier 1939 einen B.Sc.-Abschluss. 1940 wurde Janis in das Doktorandenprogramm an der Columbia University aufgenommen, wo er in einem Seminar von Otto Klineberg in die Sozialpsychologie eingeführt wurde. Zwischen 1943 und 1945 diente Janis in der Forschungsabteilung der Armee und untersuchte dabei mit Samuel Andrew Stouffer und Carl Hovland die Moral des Militärpersonals. Diese Studien wurden schließlich in dem Buch The American Soldier veröffentlicht. Er promovierte 1948 an der Columbia University in New York mit einer Dissertation über die kognitiven und emotionalen Auswirkungen der Elektrokonvulsionstherapie bei Psychotikern. Sein Postdoc-Studium absolvierte er am New Yorker Psychoanalytischen Institut. Nach dem Kriegsdienst ging 1947 er an die Yale University, wo er bis 1985 blieb. Als Emeritus arbeitete er ab 1986 als außerordentlichen Professor für Psychologie an der Berkeley.
Irving Janis starb 1990 an einem Bronchialkarzinom.

## Werk
Er arbeitete zusammen mit Carl Hovland an dessen Studien über die Veränderung von Einstellungen, einschließlich des Sleeper-Effekts.
Mitte der 1950er Jahre begann Janis sein Forschungsprogramm zur Bewältigung von psychischem Stress. Janis entwickelte dabei eine Reihe von Erklärungskonzepten - insbesondere über die Stressimpfung und die Arbeit des Sorgenmachens -, die Wege aufzeigten, wie maladaptives Verhalten durch die Bereitstellung geeigneter Informationen zum richtigen Zeitpunkt verhindert werden kann. Er begann auch mit seiner Arbeit über persönliche Entscheidungen im realen Leben, wie Diäten und Raucherentwöhnung. Dabei entwickelte er ein Konfliktmodell der Entscheidungsfindung, das beschreibt, wie Menschen unter Stress Entscheidungen treffen. Dieses Modell zeigt auf, unter welchen Bedingungen Menschen rational oder wachsam auf Bedrohungen reagieren und unter welchen Bedingungen irrationale Selbstzufriedenheit, Apathie, Hoffnungslosigkeit, Starre und Panik auftreten.
Er erforschte die Wirkung von furchterregender Kommunikation, die Gruppendynamik und entwickelte eine Entscheidungsprozesstheorie, die er Gruppendenken (groupthink) nannte.
Das Besondere an dieser Arbeit war, dass er nicht empirische Untersuchungen zu Gruppenentscheidungen darstellt, sondern historische Entscheidungsprozesse untersucht und beschreibt. Diese Theorie wird auch heute auf die Analyse aktueller Konflikte angewandt. 1972 erschien sein Buch über das Gruppendenken, in dem er darlegte, dass neben individueller Intelligenz Anpassungsneigung und Konformitätsdruck auf die Entscheidungsträger zur Urteilsfindung führt.
In einer 2002 veröffentlichten Umfrage der Zeitschrift Review of General Psychology wurde Janis auf Platz 79 der am häufigsten zitierten Psychologen des 20. Jahrhunderts gesetzt.

## Auszeichnungen
- 1967: Socio-Psychological Prize der American Association for the Advancement of Science
- 1974: Mitglied der American Academy of Arts and Sciences
- 1981: Distinguished Scientific Contribution Award der American Psychological Association
- 1991: Distinguished Scientist Award der Society of Experimental Social Psychology

## Werke (Auswahl)
- Crucial Decisions. Free Press 2014, ISBN 978-1-4767-8023-8.
- Air War And Emotional Stress: Psychological Studies Of Bombing And Civilian Defense. Literary Licensing, LLC 2012, ISBN 978-1-258-49799-6.
- Mit Leon Mann: Decision Making: A Psychological Analysis of Conflict, Choice and Commitment. Macmillan, New York  1985, ISBN 978-0-02-916190-6.
- Stress and Frustration. Harcourt Publishers Group (Australia) 1971, ISBN 978-0-15-583942-7
- Victims of Groupthink: A Psychological Study of Foreign-Policy Decisions and Fiascoes, Houghton Mifflin, Boston 1972, ISBN 0-395-14044-7
- Stress, attitudes, and decisions: selected papers, Praeger, New York 1982, ISBN 0-03-059036-1.
- Mit Carl I. Hovland; Harold H.Kelley: Communication and persuasion. Yale University Press, New Haven 1953. doi:10.1007/BF02713272
- Mit Seymour Feshbach: Effects of fear-arousing communications. In: Journal of Abnormal and Social Psychology,  1953, 48, S. 78–92.  doi:10.1007/BF02713264
- Mit Arthur A. Lumsdaine: Resistance to ‘Counter-propaganda’ produced by one-sided and two-sided ‘propaganda’ presentations. In: Public Opinion Quarterly, 1953, 17, S. 311–318. doi:10.1007/BF02713280

## Privates
Janis und Marjorie Graham heirateten 1939 und zogen zwei Töchter groß. Mit seiner Frau Marjorie Janis arbeitete er gemeinsam über psychologische Aspekte des Kunsterlebens (Arbeitstitel: Enjoying Art: A psychological approach to gaining pleasure from old and modern masters).